# Orlando Maneiro
Pour les articles homonymes, voir Maneiro.
Orlando Maneiro Gaspar est un homme politique vénézuélien. Il a été ministre de la Pêche et de l'Aquaculture de 2017 à 2018 en remplacement de Gilberto Pinto Blanco qui se présente aux élections de l'Assemblée nationale constituante vénézuélienne de 2017.